# Собор Шалона
Собор Шалон-ан-Шампань (фр. Cathédrale Saint-Étienne de Châlons), ранее носивший название Шалон-сюр-Марн, — один из важнейших готических соборов Франции. Как епископская церковь в епархии Шалон-сюр-Марн, она освящена в честь Святого Этьена (Стефана).

## Предыдущая застройка
Первый собор был построен под руководством Святого Маманта, первого епископа Шалона, работы были завершены в IV веке; и уже был освящен в честь Святого Стефана. Тем не менее, только церковь, которая была построена в первой половине XII-го века в романском стиле, до наших дней сохранила лишь некоторые свои части. 26 октября 1147 года она была открыта цистерцианским папой Евгением III и его учеником Святым Бернардом де Клерво. В 1230 году эта церковь была разрушена молнией и пожаром; сохранилась только нижняя часть северной башни и части склепа.

## История архитектуры сегодняшнего собора
Реконструкция в готическом стиле была проведена несколько лет спустя, предполагающая создание дематериализованных поверхностей стен, в которых большие окна заставляют комнату казаться залитой светом; Собор Шалон-ан-Шампань имеет несколько хороших образцов средневекового витража. К концу XIII-го века северный портал на левом трансепте и семь травей трех нефов были завершены. В XIV-ом веке были созданы часовни хора и розетка в северном трансепте, в XV-ом веке продолжалось строительство на нефе (три свода). В 1520 году епископ Жиль Люксембург разместил шпиль на северной башне. В XVII-м веке, две травеи были добавлены в готическом стиле и таким образом в соответствии с существующим зданием собора на западе, и боковые часовни были построены в стойках нефа. Ранний классицизм позволил оформить по-новому западный фасад, работы велись с 1628 по 1634 год; архитектором был Клод Моннарт. Его фигурные украшения были уничтожены революцией.
В 1668 году молния ударила по позднеготической вершине пятиэтажной северной башни; она обрушилась, разрушила крышу и свод, а также нанесла урон склепу под алтарем. Реконструкция началась в том же году.
XIX век характеризовался масштабными работами по реконструкции собора. Своды нефа были полностью обновлены, а боковые часовни работы XVII-го века были вовсе убраны. Передняя стена южного прохода была снова поднята. Аркатура и стеклянные окна были восстановлены.
Во время Первой мировой войны бомбы повредили хор и часовни в 1916 и 1918 годах, а во время Второй мировой войны бомбы разрушили крышу и северный проход в 1940 и 1944 годах.

## Некоторые детали конструкции
Трехнефный собор имеет длину 96,4 метра, ширину 28,6 метра и высоту 27,08 метра до верха ребристого свода. У него есть готическая южная сторона и романская северная башня на трансепте. Верхний этаж южной башни был построен в 1907 году; его окна выполнены по готическому образцу.
Единственный алтарь закрыт апсидой с пятью частями с тремя апсидными часовнями позади неё. Он был отреставрирован в 1668 году.
Ризница, построенная на южном трансепте, является неоготическим произведением, созданным Морисом Оураду в 1881/1882 годах.

## Галерея

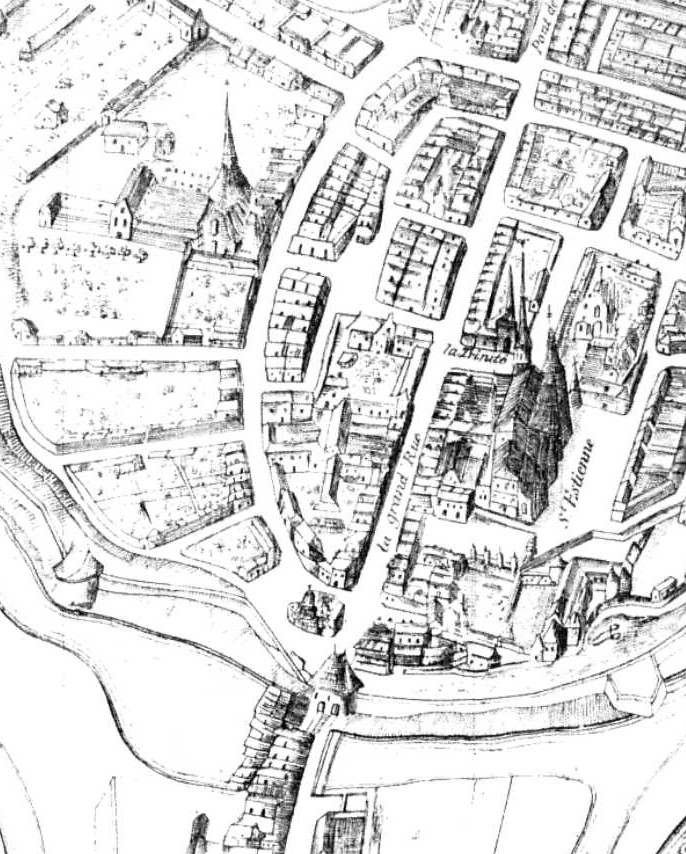
План Пикарта 1685 года
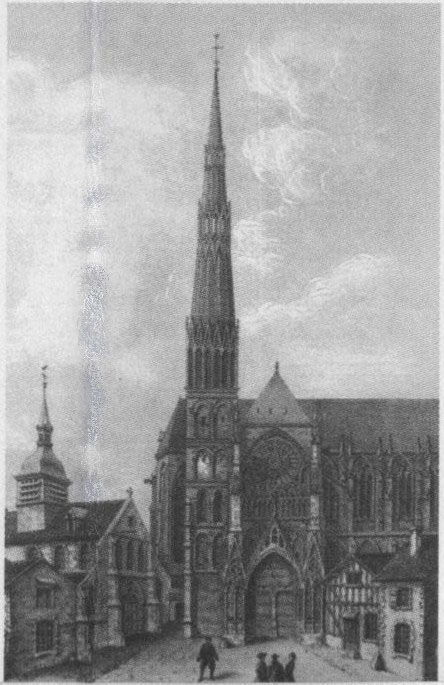
Северная башня перед пожаром
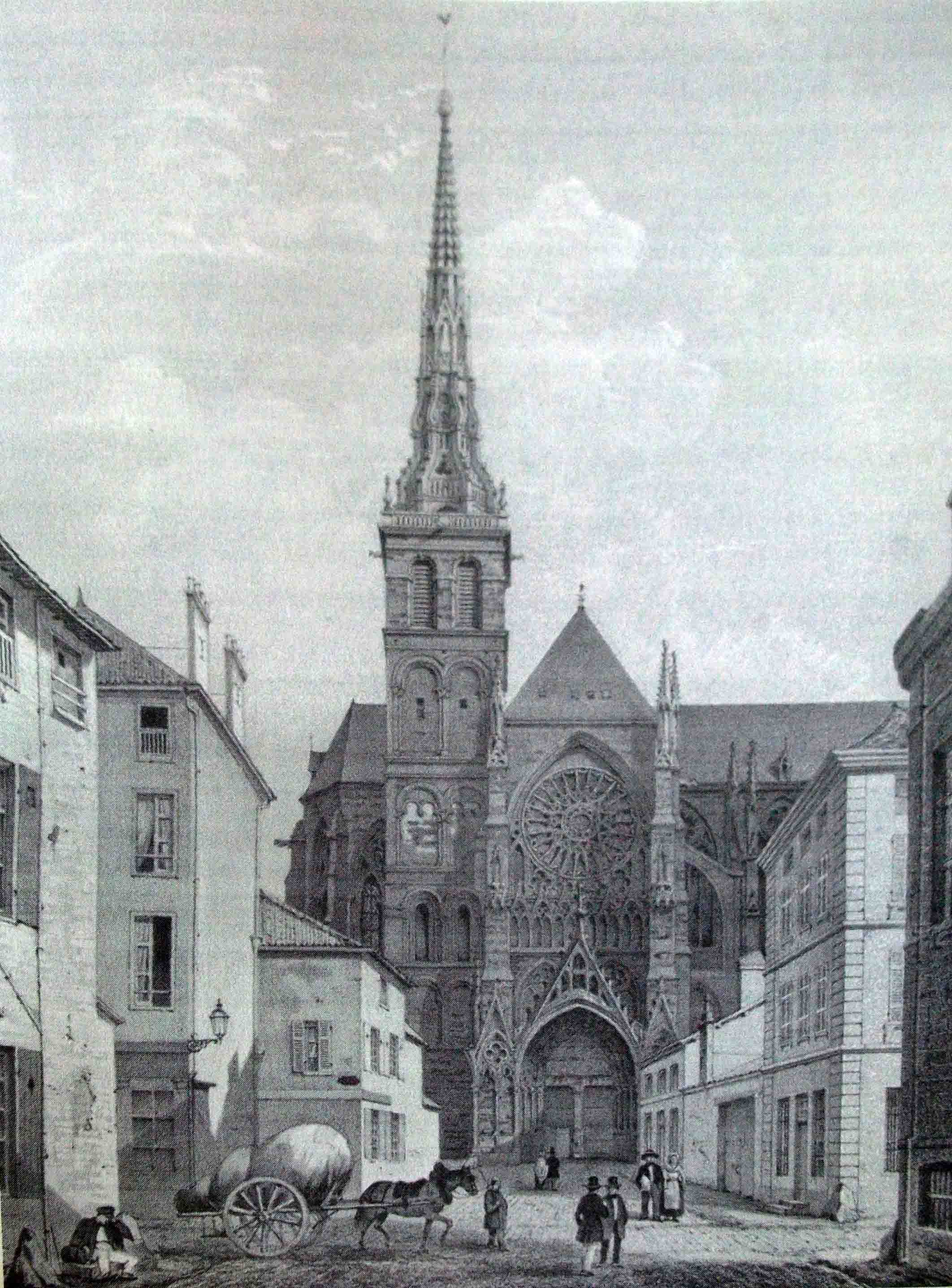
Реконструированная северная башня
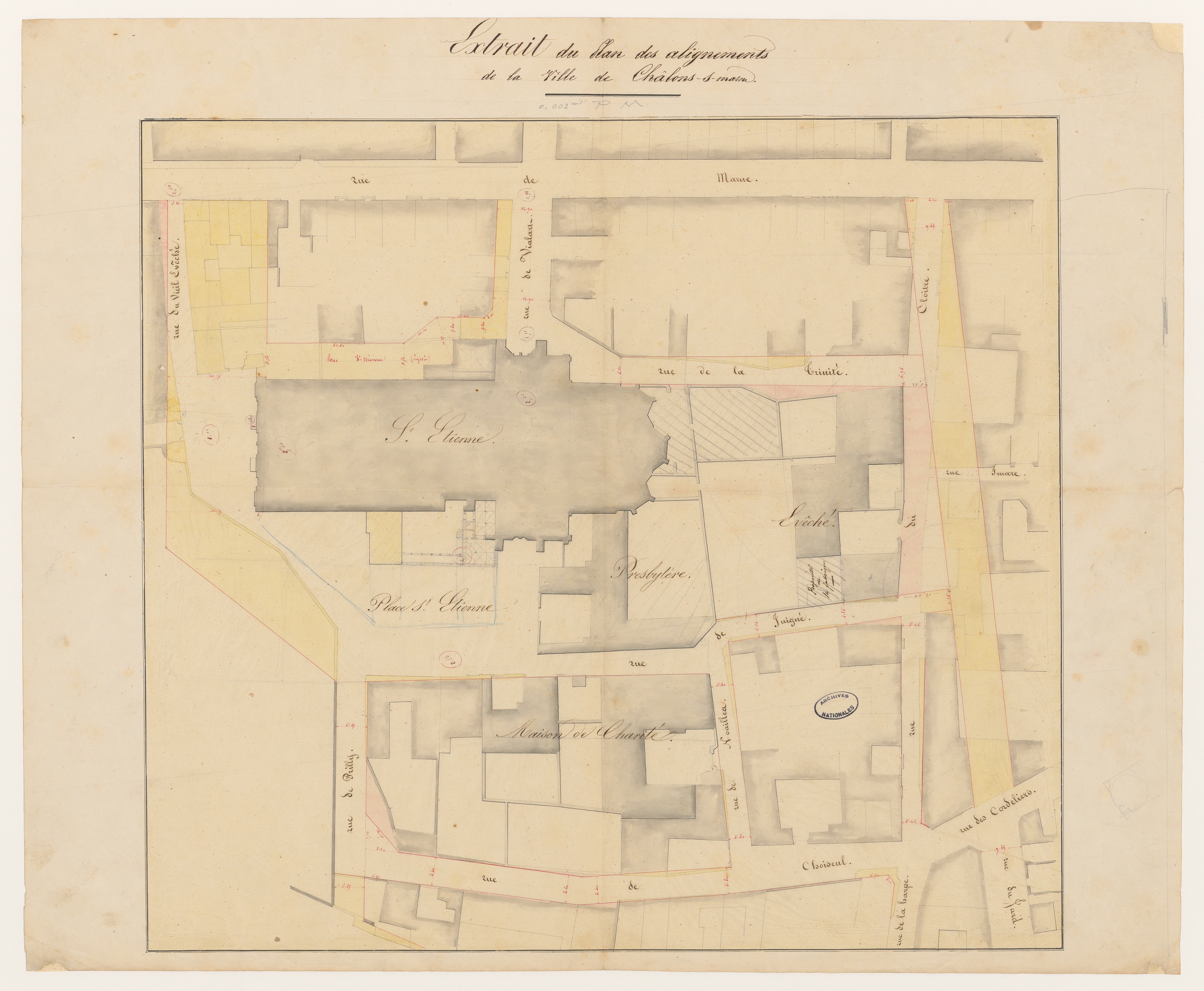
Карта города Шалон-сюр-Марн с расположенным на ней собором (1881 год)
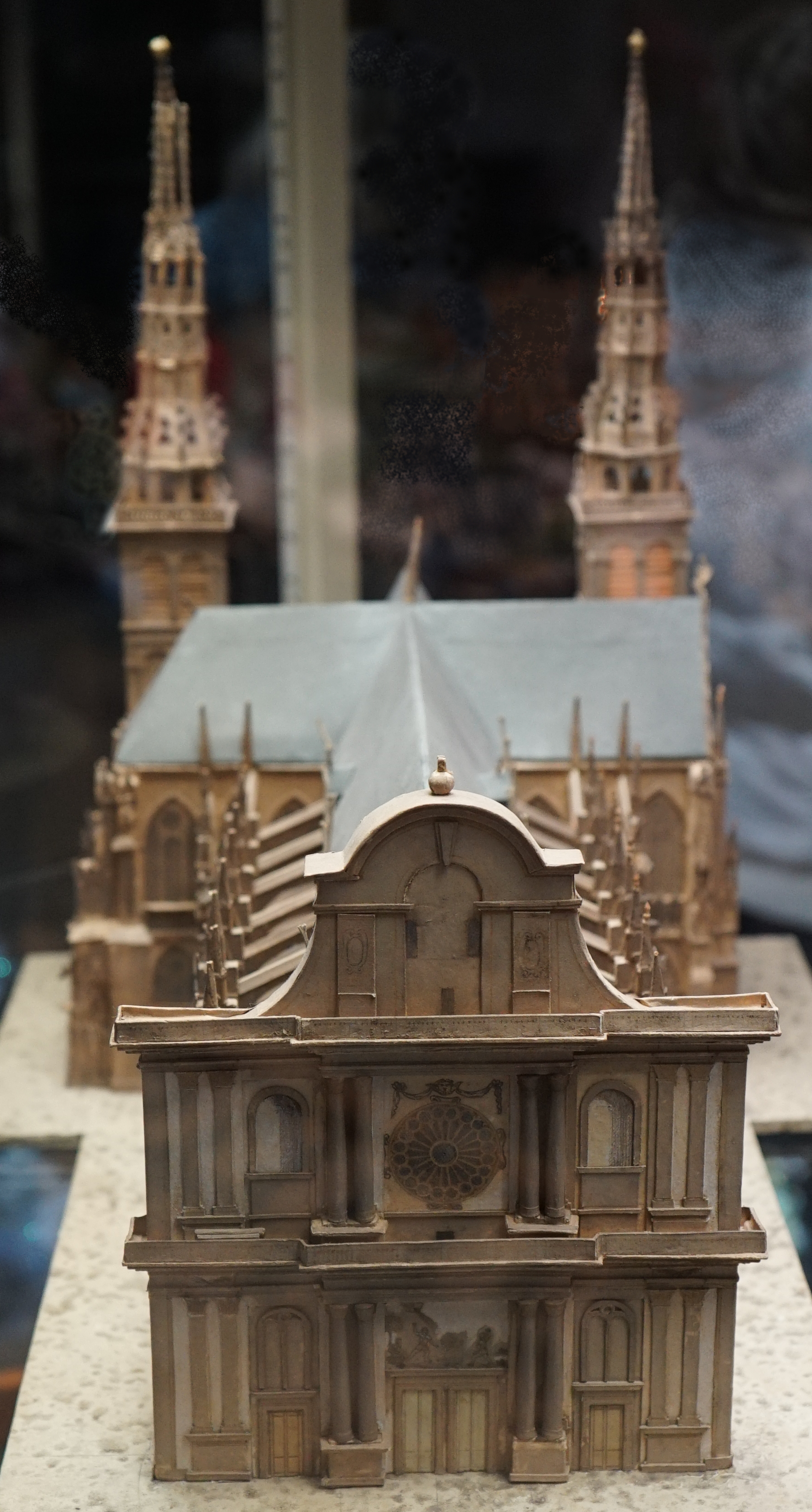
Модель собора середины XIX века
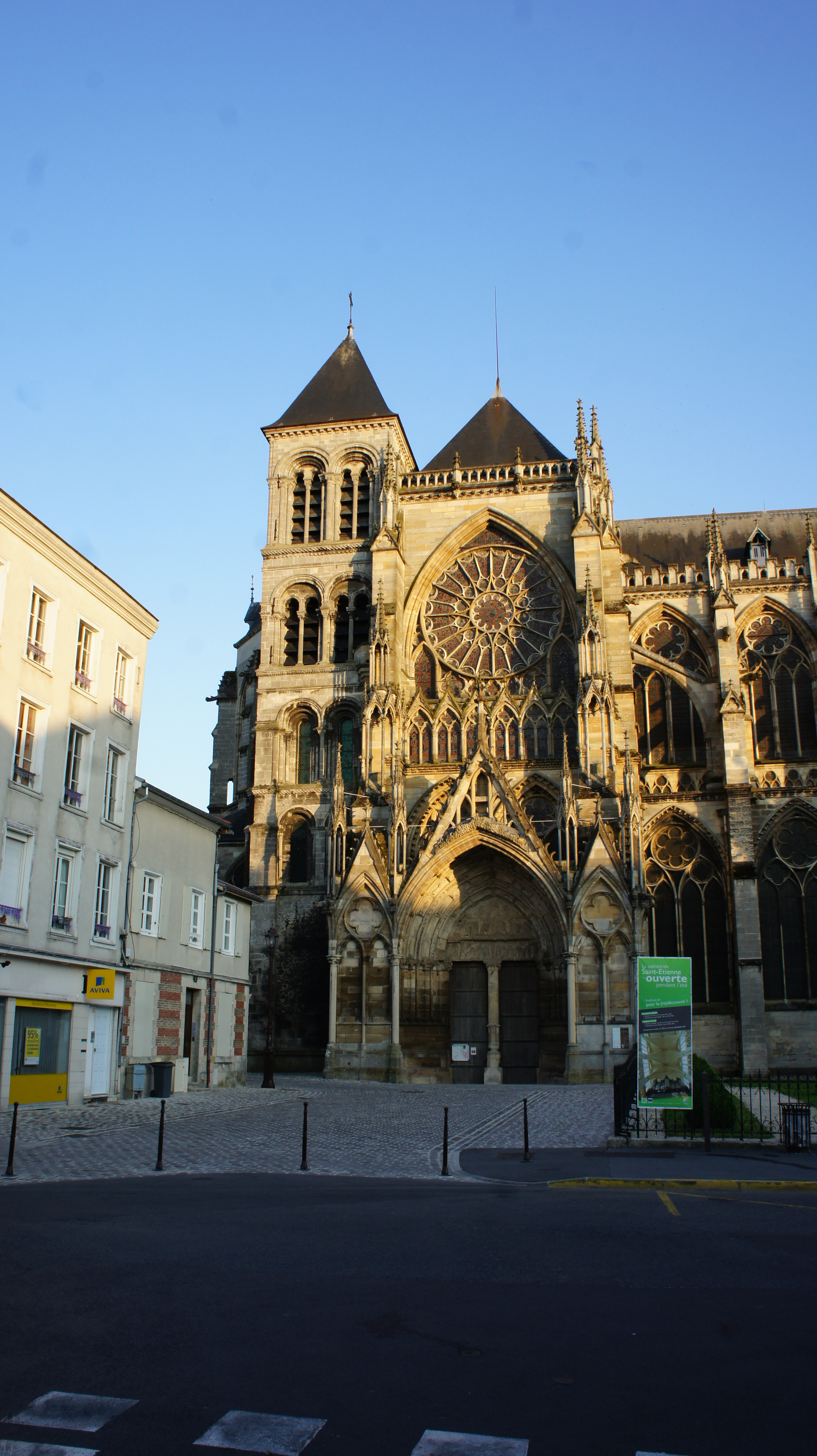
Северная башня в настоящее время
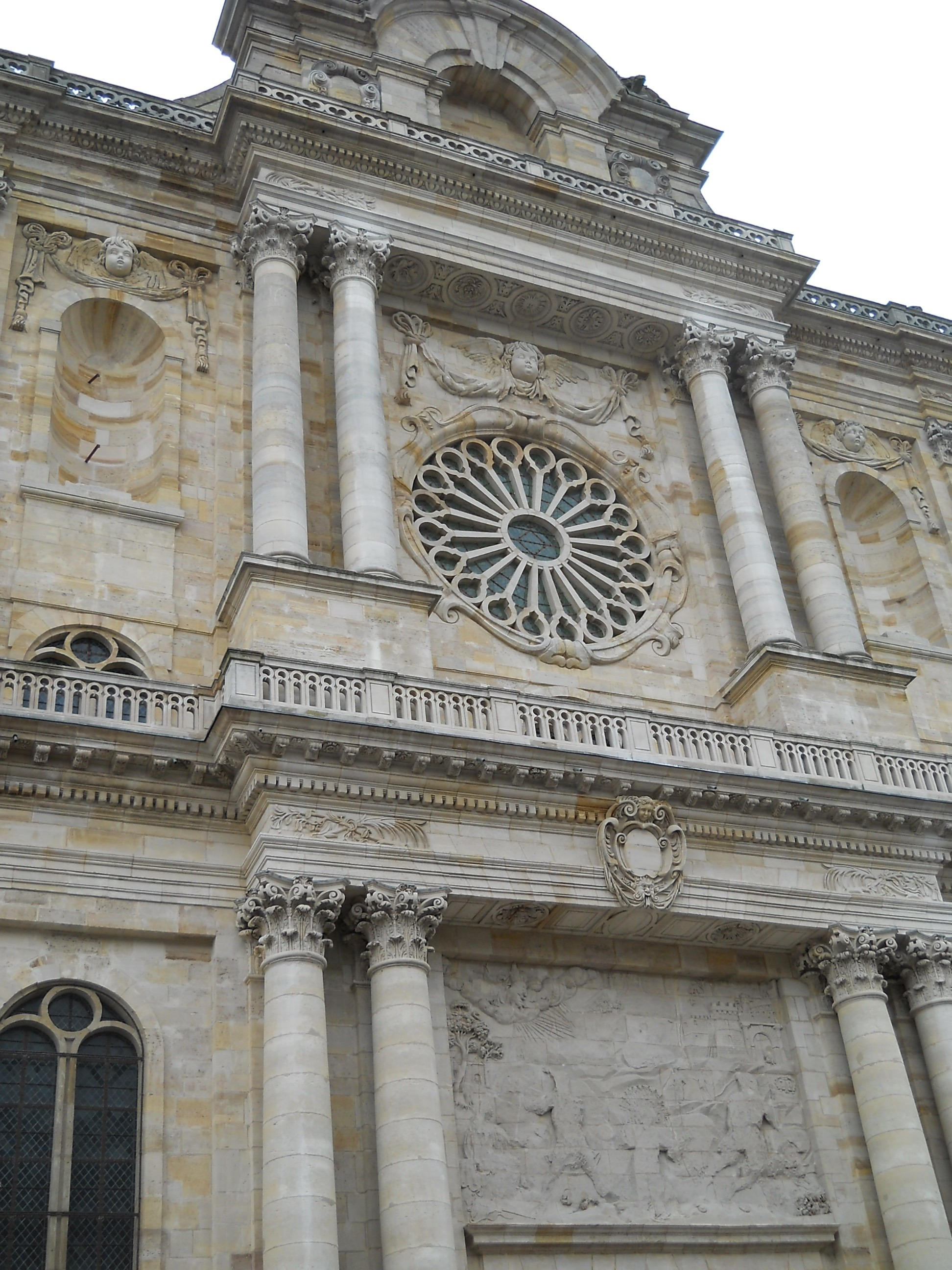
Западный фасад в стиле раннего классицизма
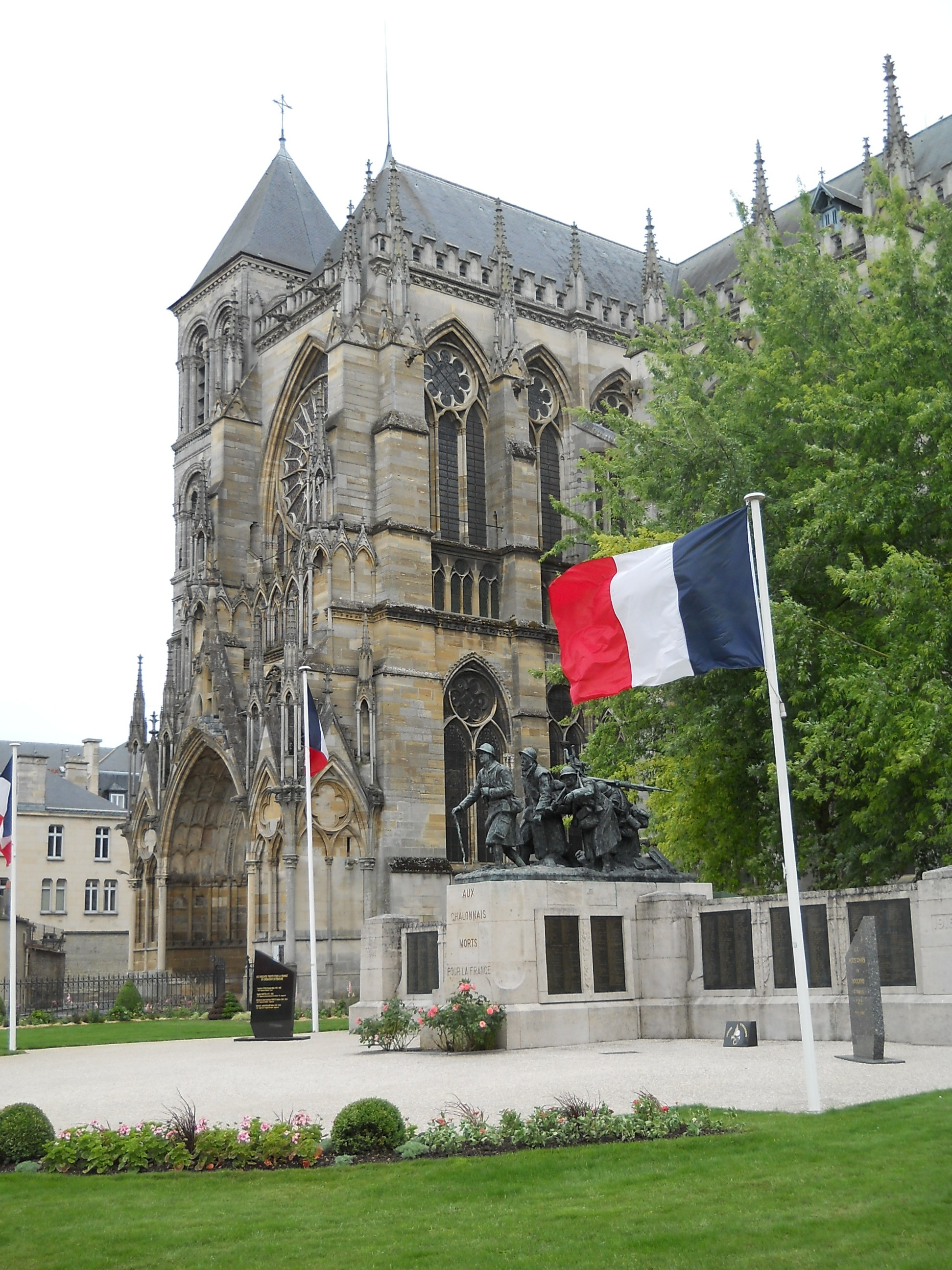
Вид на южный трансепт и на южную башню за ним
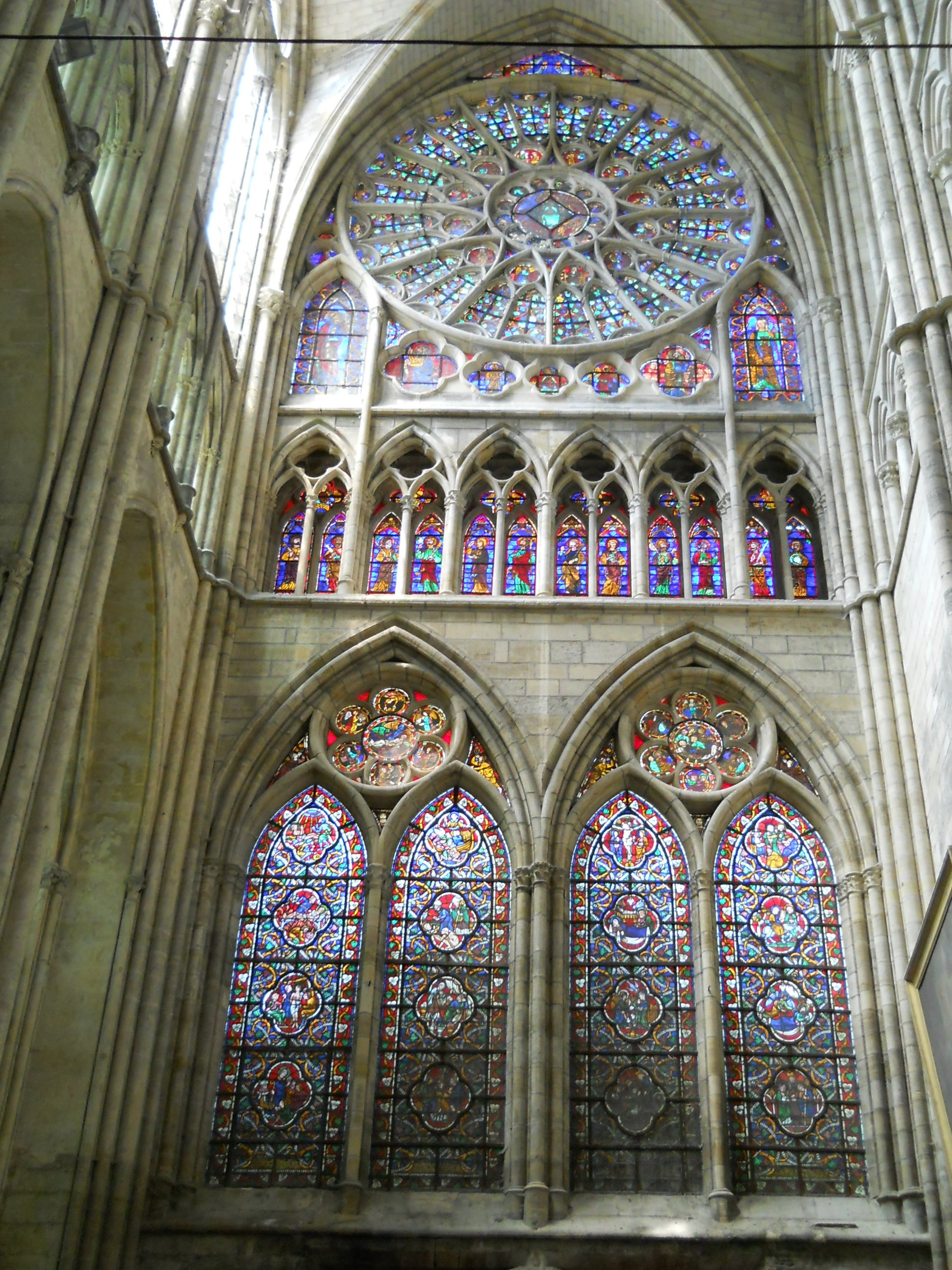
Передняя стена северного трансепта
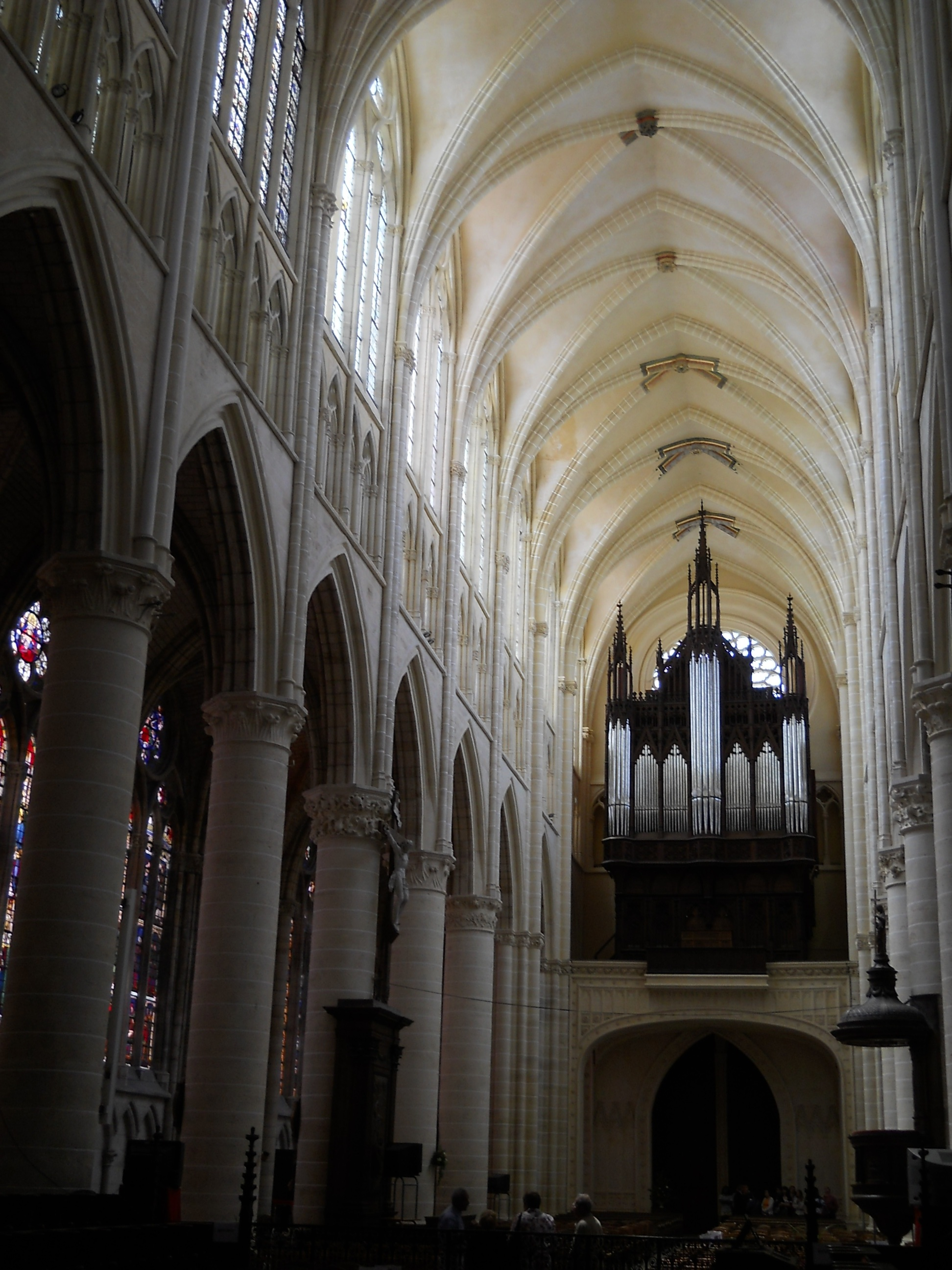
Вид на западную сторону собора внутри
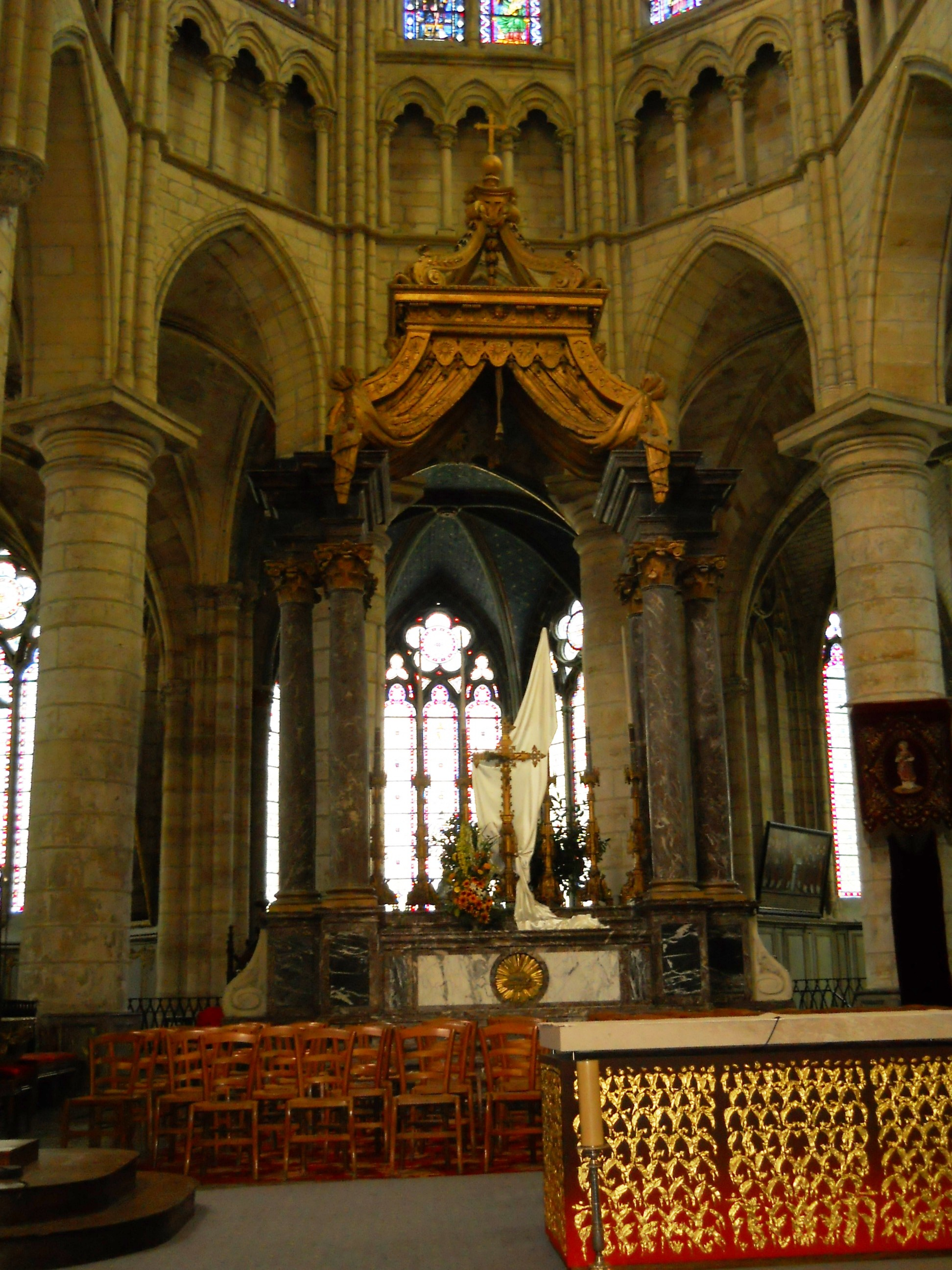
Главный алтарь, на переднем плане современный народный алтарь
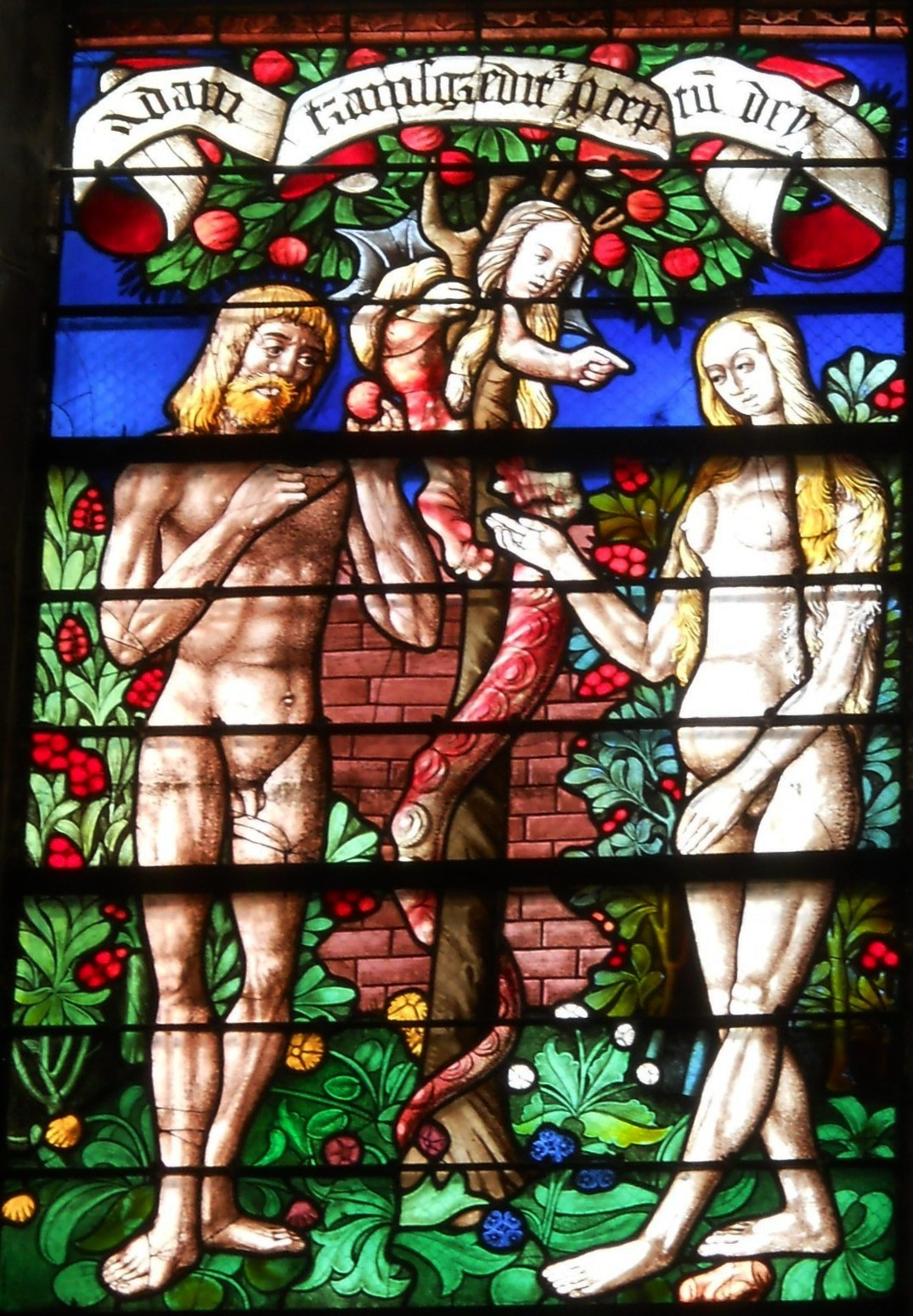
Фрагмент окна в южном проходе
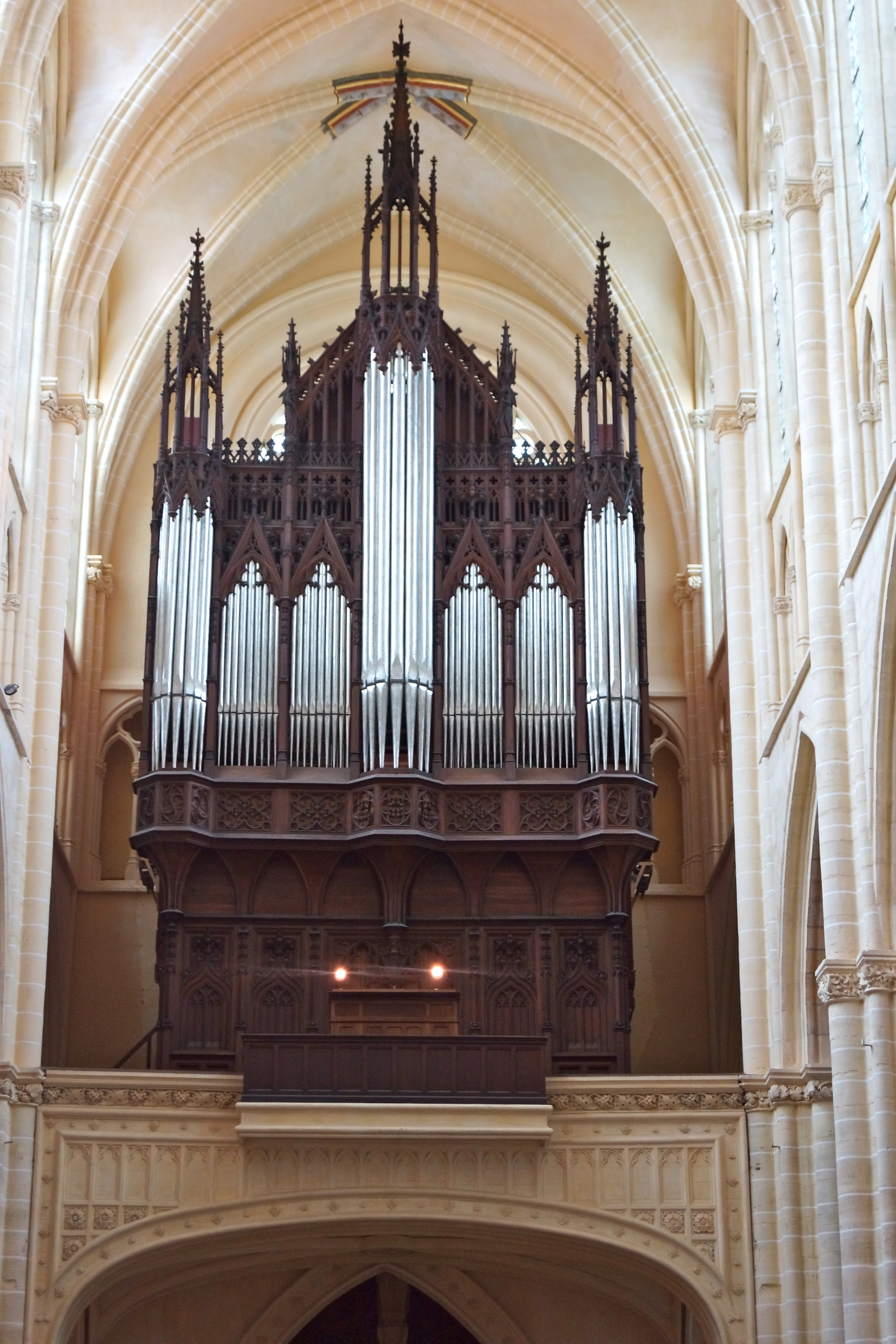
Вид на орган